# Powiat poddębicki
Powiat poddębicki – powiat w Polsce (województwo łódzkie), reaktywowany w 1999 roku w ramach reformy administracyjnej. Jego siedzibą jest miasto Poddębice.
Według danych z 31 grudnia 2019 roku powiat zamieszkiwało 41 108 osób. Natomiast według danych z 30 czerwca 2020 roku powiat zamieszkiwało 41 037 osób.

## Podział administracyjny
W skład powiatu wchodzą:
- gminy miejsko-wiejskie: Poddębice, Uniejów;
- gminy wiejskie: Dalików, Pęczniew, Wartkowice, Zadzim;
- miasta: Poddębice, Uniejów.

Powiat poddębicki graniczy z sześcioma powiatami województwa łódzkiego: łęczyckim, zgierskim, pabianickim, łaskim, zduńskowolskim i sieradzkim oraz z dwoma powiatami województwa wielkopolskiego: tureckim i kolskim.

## Atrakcje turystyczne
Gmina Dalików:
- kościół neogotycki pw. św. Mateusza w Dalikowie wzniesiony w latach 1908–1913 według projektu warszawskiego architekta Apoloniusza Niniewskiego;
- drewniany kościół parafialny pw. Ścięcia św. Jana Chrzciciela w Budzynku, wzniesiony jako kaplica myśliwska w latach 1710–1711, rozbudowany w XVII w. przebudowany w XX wieku, siedziba parafii od 1926 r.;
- gotycko-renesansowy kościół pw. św. Floriana z początku XVI w. w Domaniewie, ufundowany przez chorążego łęczyckiego Stanisława Zalewskiego;
- wyposażenie kaplicy cmentarnej św. Rocha w Dalikowie;
- park zabytkowy założony w połowie XIX w. przez rodzinę Węderskich ówczesnych właścicieli majątku Dalików w stylu naturalistycznym (naśladownictwo angielskich parków krajobrazowych z piękną aleją grabową i jesionową).

Gmina Pęczniew:
- kościół pw. św. Stanisława w Drużbinie zbudowany w 1630 r. – styl późnorenesansowy;
- kościół pw. św. Katarzyny w Pęczniewie – drewniany zbudowany w miejscu wcześniejszego w 1761 r. z fundacji Tomasza z Głogowa Kossowskiego, rozbudowany w XIX wieku;
- kościół pw. św. Marka w Siedlątkowie, stoi na sztucznie usypanym półwyspie, otoczony wysokim wałem od zalewu „Jeziorsko”, wzniesiony w 1683 r. – styl późnorenesansowy;
- kościół pw. św. Stanisława w Brodni, drewniany zbudowany około 1556 r.;
- park krajobrazowy o pow. 3,3 ha w Brodni;
- rezerwat przyrody Jeziorsko obejmujący południową część zbiornika wodnego Jeziorsko, założony w celu ochrony ptactwa;
- jesion wyniosły – pomnik przyrody przy kościele pw. św. Katarzyny w Pęczniewie[4].

Gmina Wartkowice:
- zabytkowy park późnobarokowy o pow. 3,90 ha w Starym Gostkowie oraz zespół pałacowy z 1802 r. – obecnie siedziba Urzędu Gminy. W parku występują cenne gatunki drzew, takie jak: modrzew europejski, modrzew japoński, robinia biała, jawor, grab;
- dworek z XIX w. zlokalizowany w Bronowie w parku o pow. 7,60 ha ze słynną altanką grabową stanowiącą pomnik przyrody – obecnie siedziba Muzeum Oświatowego;
- podworski park o pow. 5,10 ha z ruinami pałacowymi i spichlerzem w Biernacicach;
- kościół parafialny pw. św. Piotra i Pawła w Turze – wzniesiony w 1745 r. o drewnianej konstrukcji zrębowej oraz barokowych ołtarzach z rzeźbami z XVIII w.;
- obelisk upamiętniający żołnierzy Legionów Józefa Piłsudskiego;
- młyn w Wilkowicach wybudowany ok. 1914 r.

Gmina Zadzim:
- zespół dworsko-pałacowy w Zadzimiu z XIX w. założony przez Karola Dąbskiego pułkownika wojsk koronnych z pomnikowymi drzewami, w tym z największym, ok. 400-letnim dębem, posiadającym obwód 673 cm[5];
- park z XIX w. w Woli Flaszczynej o pow. 2,50 ha, w tym ogromny dąb szypułkowy – pomnik przyrody w dawnym uroczysku dworskim, drzewo ma obwód 677 cm, wiek szacowany na około 400 lat[6];
- park z XVIII w. w Zadzimiu o pow. 6,30 ha;
- późnorenesansowy kościół parafialny pw. św. Małgorzaty w Zadzimiu, zbudowany w latach 1640–1642 przez Aleksandra Zaleskiego;
- kościół drewniany pw. św. Wojciecha i pw. św. Rocha w Zygrach;
- drewniana świątynia parafialna pw. św. Mikołaja w Wierzchach – obecna wzniesiona w 1727 r. restaurowana w 1785 i 1966 r.;
- kaplica grobowa z I połowy XIX w. w Wierzchach;
- kościół parafialny pw. św. Andrzeja w Małyniu – zbudowany w 1752 r.;
- dwory z końca XIX w. w Małyniu i Woli Flaszczyna;
- mogiła powstańcza w parku dworskim w Zadzimiu z 1863 r.;
- mogiła zbiorowa powstańców z 1863 r. w Zaborowie;
- pomniki przyrody w parku podworskim w Zalesiu, obecnie bardzo zapuszczonym: trzy dęby szypułkowe o obwodach 690, 647 oraz 604 cm oraz ogromna, lecz niepomnikowa topola biała na skraju parku, o obwodzie 692 cm i wysokości 32 metrów[7][8];
- młyn w Małyniu wybudowany przed 1915 r.

Miasto i gmina Poddębice:
- renesansowy pałac z XVII w. w Poddębicach;
- kościół parafialny pw. św. Katarzyny w Poddębicach;
- kościół ewangelicko-augsburski w Poddębicach;
- drewniany dwór w Tumusinie;
- kościół pw. św. Michała Archanioła w Niemysłowie;
- najstarsze domy sukienne z drugiej połowy XIX w. w Poddębicach;
- pieszy szlak turystyczny im. Marii Konopnickiej biegnący z Poddębic do Bronowa – miejsca zamieszkania pisarki;
- rezerwat przyrody „Dąbrowa Napoleonów” o wysokich walorach krajobrazowych i przyrodniczych.

Miasto i gmina Uniejów:
- zamek w Uniejowie – XIV w. budowla gotycka wzniesiona w latach 1360–1365 w miejscu starej, drewnianej fortalicji zniszczonej przez Krzyżaków, zbudowany przez arcybiskupa Jarosława Bogorię Skotnickiego. Wielokrotnie przebudowany m.in. przez arcybiskupów – Jana Wężyka i Macieja Łubieńskiego w połowie XVII w. stanowił do czasu II rozbioru Polski jedną z rezydencji biskupów gnieźnieńskich W latach 1848–1850 generał Aleksander Toll przebudował go na klasyczny pałac;
- kolegiata pw. Wniebowzięcia Najświętszej Marii Panny ufundowana przez arcybiskupa Bogorię Skotnickiego w 1349 r. Wielokrotnie przebudowywana zachowała wiele elementów wystroju reprezentujących kolejne style, od gotyckiego portalu, poprzez barokowe kaplice i rokokowy ołtarz główny;
- sarkofag błogosławionego Bogumiła z 1666 r. mieszczący się w kolegiacie;
- późnoklasycystyczny dworek szlachecki z 1845 r.;
- cerkiewka – kaplica grobowa rodziny Tollów z 1885 r. w formie dwukondygnacyjnego mauzoleum na planie krzyża greckiego – obsadzona kręgiem dębów, umiejscowiona w lesie na obrzeżach Uniejowa;
- wieś Spycimierz w pobliżu Uniejowa 4 km na południowy zachód od miasta – z ciekawym układem zabudowy przestrzennej opartym na historycznych założeniach. Wieś ma zwartą zabudowę o nieregularnym, wielodrożnym rozmieszczeniu siedlisk, określoną jako „kupowa”.

## Historia

### 1956–1972
Powiat poddębicki został powołany dnia 1 stycznia 1956 w województwie łódzkim, czyli 15 miesięcy po wprowadzeniu gromad w miejsce dotychczasowych gmin (29 września 1954) jako podstawowych jednostek administracyjnych PRL. Na powiat poddębicki złożyły się 2 miasta i 29 gromad, które wyłączono z trzech ościennych powiatów:
- z powiatu łęczyckiego (woj. łódzkie):
  - miasto Poddębice
  - gromady Bałdrzychów, Budzynek, Dalików, Domaniew, Gostków, Góra Bałdrzychowska, Praga, Przekora, Tur i Wilczyca
- z powiatu sieradzkiego (woj. łódzkie):
  - gromady Charchów Pański, Drużbin, Jeżew, Wierzchy, Zadzim i Zygry
- z powiatu tureckiego (woj. poznańskie):
  - miasto Uniejów
  - gromady Biernacice, Dominikowice, Lubola, Ładawy[10], M(i)niszew[10], Niemysłów, Niewiesz, Orzeszków, Pęczniew, Saków, Siedlątków, Wilamów i Wilczków

Utworzenie powiatu poddębickiego spowodowało znaczną zmianę granicy województw łódzkiego i poznańskiego, ponieważ miasto Uniejów i aż 13 gromad zmieniło przynależność wojewódzką.
W pierwszej kolejności zlikwidowano gromady Dominikowice i Wilczków. 1 lipca 1956 roku z powiatu łęczyckiego wyłączono gromadę Drwalew, którą przyłączono do powiatu poddębickiego. Granicę województw łódzkiego i poznańskiego zmodyfikowano ponownie 1 stycznia 1957 roku po przyłączeniu do powiatu poddębickiego gromady Człopy z powiatu tureckiego. 1 stycznia 1958 roku do Poddębic przyłączono resztówkę Byczyna z gromady Praga.
1 stycznia 1959 roku zwiększono powierzchnię powiatu poddębickiego przez przyłączenie do niego części obszaru powiatu łęczyckiego: gromadę Dalików zwiększono kosztem gromady Florentynów, a gromady Gostków i Drwalew kosztem gromady Wola Niedźwiedzia; jedynie część obszaru gromady Budzynek w powiecie poddębickim włączono do gromady Parzęczew w powiecie łęczyckim.
W 1959 roku przeprowadzono kilka gruntownych zmian w podziale administracyjnym powiatu:
- zniesiono gromadę Charchów Pański, a jej obszar włączono do gromady Wierzchy;
- zniesiono gromady Człopy i Orzeszków, a z ich obszaru utworzono nową gromadę Kościelnica;
- zniesiono gromady Budzynek i Domaniew, a z ich obszaru utworzono nową gromadę Brudnów;
- zniesiono gromady Góra Bałdrzychowska i Wilczyca, a ich obszar włączono do nowo utworzonej gromady Kałów (oraz fragmentarycznie[16] do gromad Praga[17] i Dalików[18]);
- zniesiono gromadę Ładawy, a jej obszar włączono do gromady Biernacice;
- zniesiono gromadę Saków, a jej obszar włączono do gromady Gostków;
- zniesiono gromadę Siedlątków, a jej obszar włączono do gromad Niemysłów i Pęczniew.

W 1959 roku przeniesiono siedzibę gromady Gostków z Gostkowa do Wartkowic, a nazwę jednostki zmieniono na gromada Wartkowice. Przyczyną tego było skupienie całego życia gospodarczego i kulturalnego gromady w Wartkowicach. 31 grudnia 1959 roku podbudowano gromadę Zadzim przez przyłączenie do niej zniesionej gromady Ralewice z powiatu sieradzkiego.
W 1961 zniesiono gromadę Przekora, a jej obszar włączono do gromad Tur, Dalików, Kałów i Praga.
W 1965 roku siedzibę gromady Jeżew przeniesiono do Kłoniszewa ze względu na złe warunki lokalowe (wraz ze zmianą nazwy na gromada Kłoniszew), a w 1966 roku – z tych samych powodów – siedzibę gromady Mniszew przeniesiono do miejscowości Chwalborzyce (nazwę gmina Mniszew zachowano).
W ramach dążenia do terytorialnego powiększenia oraz ekonomicznego umocnienia gromad zniesiono 1 lipca 1968 roku cztery gospodarczo słabe gromady z organami o nikłych kompetencjach:
- gromadę Bałdrzychów włączono do gromad Wierzchy i Praga;
- gromadę Brudnów włączono do gromad Dalików i Drwalew;
- gromadę Drużbin włączono do gromad Pęczniew, Wierzchy i Niemysłów;
- gromadę Kłoniszew włączono do gromady Zygry;
- gromadę Tur włączono do gromad Praga i Wartkowice.

1 stycznia 1970 roku siedzibę gromady Praga przeniesiono z Pragi do Poddębic a nazwę jednostki zmieniono na gromada Poddębice.
Z końcem 1972 roku powiat poddębicki dzielił się na dwa miasta i już tylko 16 gromad:
- miasta Poddębice i Uniejów;
- gromady Biernacice, Dalików, Drwalew, Kałów, Kościelnica, Lubola, Mniszew (z siedzibą w Chwalborzycach), Niemysłów, Niewiesz, Pęczniew, Poddębice, Wartkowice, Wierzchy, Wilamów, Zadzim i Zygry.

### 1973–1975
1 stycznia 1973 roku zniesiono gromady i osiedla, a w ich miejsce reaktywowano gminy. Powiat poddębicki podzielono na 2 miasta i 7 gmin:
- miasta Poddębice i Uniejów;
- gminy Dalików, Niewiesz, Pęczniew, Poddębice, Uniejów, Wartkowice i Zadzim.

### 1975–1998
Po reformie administracyjnej obowiązującej od 1 czerwca 1975 roku terytorium zniesionego powiatu poddębickiego włączono głównie do nowo utworzonego województwa sieradzkiego; jedynie miasto i gmina Uniejów znalazły się w województwie konińskim.
1 stycznia 1977 roku zniesiono gminę Niewiesz, a jej obszar włączono do gmin Poddębice i Wartkowice. 1 stycznia 1986 roku do Uniejowa włączono część wsi Kościelnica z gminy Uniejów. 1 lutego 1991 roku jednoimienne miasta i gminy wiejskie Uniejów i Poddębice połączono we wspólne gminy miejsko-wiejskie. 1 stycznia 1997 roku z gminy Wartkowice (woj. sieradzkie) wyłączono osadę Leźnica Wielka-Osiedle i włączono ją do gminy Parzęczew (woj. miejskie łódzkie). 1 stycznia 1998 roku do Uniejowa przyłączono obręb ewidencyjny Budy Uniejowskie z obszaru wiejskiego gminy Uniejów.

### 1999 do dziś
Wraz z reformą administracyjną z 1999 roku w nowym województwie łódzkim przywrócono powiat poddębicki o identycznym kształcie co w 1975 roku (jednak o innym podziale administracyjnym, ponieważ gminy Niewiesz nie reaktywowano, a obecne gminy Poddębice i Uniejów były niegdyś podzielone na miasta i gminy).
Przyłączenie gminy Uniejów do województwa łódzkiego spotkało się ze sprzeciwem ludności gminy, powołującej się na względy przemawiające za przynależnością do województwa wielkopolskiego. Wniosek ten był jednak nieformalny i miał charakter sygnalny, przez co nie został uwzględniony.
W porównaniu z obszarem z 1956 roku jedynie obszar dawnych gromad Ładawy i Mniszew leży obecnie na terenie powiatu łęczyckiego – pozostałe są ponownie w powiecie poddębickim.

## Demografia

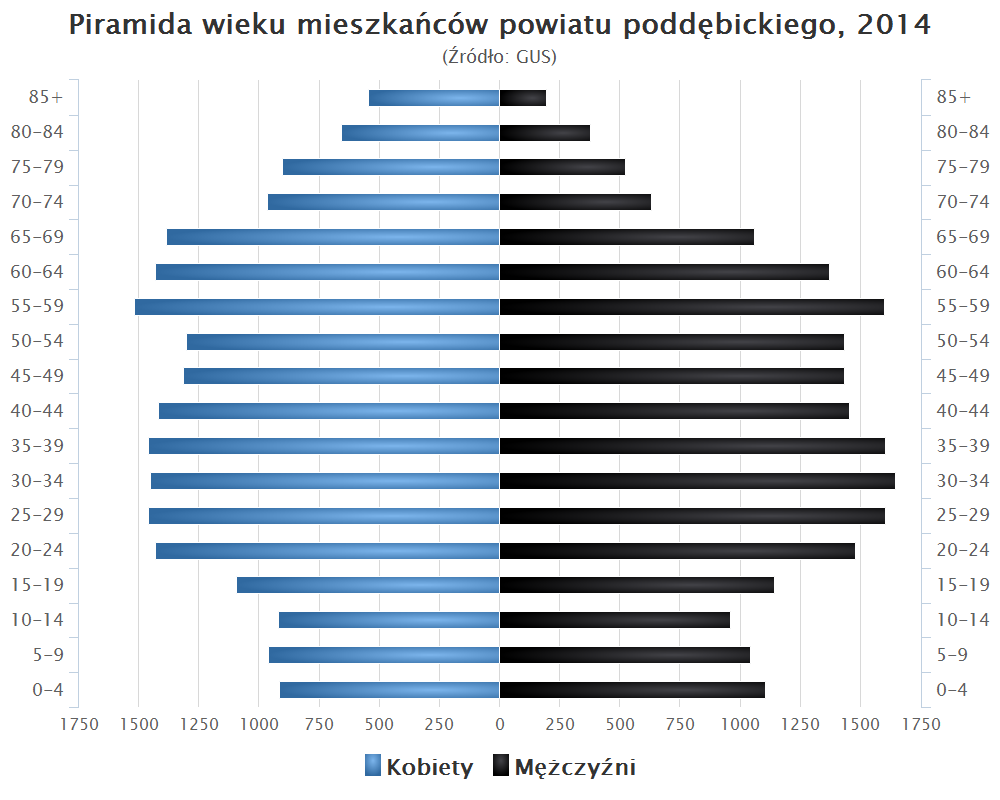
Piramida wieku mieszkańców powiatu poddębickiego w 2014 roku

Liczba ludności (dane z 30 czerwca 2005):
|        | Ogółem | Ogółem | Kobiety | Kobiety | Mężczyźni | Mężczyźni |
| osób   | %      | osób   | %       | osób    | %         |           |
| ------ | ------ | ------ | ------- | ------- | --------- | --------- |
| Ogółem | 42 456 | 100    | 21 482  | 50,60   | 20 974    | 49,40     |
| Miasto | 10 865 | 25,59  | 5716    | 13,46   | 5149      | 12,13     |
| Wieś   | 31 591 | 74,41  | 15 766  | 37,13   | 15 825    | 37,27     |

▶Wieś vs ▶miasto
Ogółem (▶k, ▶m)
Miasto (▶k, ▶m)
Wieś (▶k, ▶m)

## Regiony partnerskie
Współpraca zagraniczna:
- Łotwa, miasto Krasław, 2002;
- Ukraina, rejon chmielnicki, 2006;
- Serbia, Gmina Golubac, 2005;
- Chorwacja, Zagrzeb – dzielnice Dolna Dubrawa (Donja Dubrava) i Górna Dubrawa (Gornja Dubrava), 2006;
- Gmina Bujwidze w okręgu wileńskim na Litwie, 2009.

## Starostowie poddębiccy
Na podstawie źródła:
- Alfred Szałyga (11 października 1998 – 27 października 2002)
- Ryszard Rytter (27 listopada 2002 – 23 listopada 2006)
- Piotr Polak (23 listopada 2006 – 31 października 2007)
- Stanisław Olas (31 października 2007 – 1 grudnia 2010)
- Ryszard Rytter (1 grudnia 2010 – 23 listopada 2018)
- Małgorzata Komajda (23 listopada 2018 – 18 czerwca 2024)
- Sebastian Romanowski (18 czerwca 2024 – nadal)